# Apypema yara
Apypema yara là một loài bọ cánh cứng trong họ Cerambycidae.